# Skeletocutis friabilis
Skeletocutis friabilis är en svampart som först beskrevs av Corner, och fick sitt nu gällande namn av Quanten 1997. Skeletocutis friabilis ingår i släktet Skeletocutis och familjen Polyporaceae.   Inga underarter finns listade i Catalogue of Life.